# Velîka Ozîmîna, Sambir
Velîka Ozîmîna (în ucraineană Велика Озимина) este localitatea de reședință a comunei Velîka Ozîmîna din raionul Sambir, regiunea Liov, Ucraina.

## Demografie
Componența lingvistică a localității Velîka Ozîmîna
     Ucraineană (99,26%)
     Alte limbi (0,74%)
Conform recensământului din 2001, majoritatea populației localității Velîka Ozîmîna era vorbitoare de ucraineană (99,26%), existând în minoritate și vorbitori de alte limbi.